# Alphonse Des Vignoles
Alphonse Des Vignoles, né le 9 octobre 1649 au château d'Aubais et mort le 24 juillet 1744 à Berlin, est un pasteur protestant français émigré en royaume de Prusse, où il devient un historien reconnu.

## Biographie
Alphonse de Vignolles, appelé aussi, mais moins exactement « Des Vignolles », reçut une éducation digne de sa naissance. En 1658, son père lui donna pour précepteur Jean de Moulin, médecin écossais, qui lui inspira l’amour de l’étude, par une méthode d’enseignement simple et rationnelle, qui en aplanissait les premières difficultés, mais il ne put profiter que quelques mois des leçons de ce pédagogue, car à dix ans, il fut envoyé à l’école de Nismes alors dirigée par un autre Écossais. Bon humaniste, ce dernier était cependant un professeur entiché des moyens d’éducation prônés dans les Proverbes de Salomon, et sa sévérité outrée et la brutalité des châtiments en usage dans son école lui faire perdre le goût de l’étude et prendre les livres en aversion. Les efforts d’André Convenant et de Jean Flori, ses nouveaux instituteurs, ayant échoué à lui rendre ce goût de l’étude qu’il avait perdu, son père décida de l’envoyer à Genève en 1669 où il se montra plus assidu aux leçons de danse, d’équitation et d’escrime qu’aux cours de l’Académie. Il fut donc rappelé par ses parents au bout de dix mois, et confié aux soins du pasteur Jean Bruguier, qui le ramena enfin dans la voie des études. Avec ce maître, Vignolles apprit rapidement les éléments de la philosophie, de la théologie, de l’algèbre, de la géométrie, de l’optique et de l’astronomie, en sorte que, lorsque son père l’envoya à l’Académie de Saumur, en 1672, il était bien préparé pour profiter des leçons de Tanneguy Le Fèvre et d’Étienne Gaussen, dont il suivit les cours pendant un an. Il partit ensuite pour l’Angleterre et s’arrêta quelque temps à Oxford. Des affaires de famille le rappelèrent en France en 1674.
De Vignolles se destinait au ministère pastoral. Quoiqu’il n’eut pas fait un cours régulier d’études théologiques, le synode du Bas-Languedoc le reçut ministre, en 1675, et le donna pour pasteur à l’église d’Aubais. Peu de temps après, il passa de cette église à celle du Cailar qu’il desservit jusqu’en 1684. Compromis dans l’affaire de Brousson, il fut condamné à une amende de 300 livres et à une interdiction de six ans. Quelques mois après, la révocation de l'Édit de Nantes le força à émigrer. Il séjourna à Genève, puis à Lausanne, ensuite à Berne, où il séjourna peu de temps, et enfin à Berlin. Nommé pasteur de l’église française de Schwedt avec Isaac Sadier, auparavant pasteur en Picardie, il trouva ses paroissiens en proie à des divisions qui rendirent sa position très difficile. Au bout de deux ans, il demanda son changement et fut placé à Halle, où il demeura une année, et où il fut remplacé par Pierre Augier, ancien pasteur de Châlons, lorsqu’il fut appelé, en 1689, à desservir avec La Charrière l’église de Brandebourg, où il trouva enfin le repos qu’il espérait si ardemment.
Depuis longtemps, de Vignolles avait conçu le projet d’une Chronologie de l’histoire sainte, tirée de la Bible elle-même. La proximité de Berlin et des ressources littéraires d’une capitale lui permit enfin de s’occuper de cet ouvrage, qui demandait de longues et profondes recherches. Il y travailla plus de quarante ans, et dans l’intervalle, il publia sur des points de chronologie offrant des rapports plus ou moins directs avec son grand ouvrage, un certain nombre de dissertations qui lui méritèrent la réputation d’un savant chronologiste. Lors de la fondation de la Académie des sciences de Berlin, en 1701, il fut porté sur la liste des membres, et peu de temps après, Leibniz, son ami, engagea le roi de Prusse à l’appeler à Berlin, pour que l’Académie naissante put profiter plus facilement de ses connaissances. Dès lors, sans renoncer absolument à l’exercice des fonctions pastorales, de Vignolles consacra la plus grande partie de son temps à des travaux littéraires, qui ont éclairé beaucoup de points obscurs d’histoire et de chronologie. En 1727, Dangicourt, directeur de la classe de mathématiques de la Société royale des sciences, étant mort, il fut choisi pour le remplacer.
En dépit de son âge très avancé, il conserva, jusqu’à la fin, les forces du corps et de l’esprit, grâce à sa tempérance, à l’égalité de son humeur et à la situation modeste, mais douce et tranquille, dans laquelle il passa les quarante dernières années de sa vie. Il mourut sans laisser d’enfants, sa femme Marguerite Bernard, fille de Jean Bernard, pasteur à Manosque, qu’il avait épousée en 1683, lui en ayant donné six, tous morts au berceau, et elle était morte elle-même en couches du septième, en 1694.

Le seul ouvrage d’une étendue considérable publié par Alphonse de Vignolles, est sa Chronologie de l’histoire sainte et des histoires étrangères qui la concernent, depuis la sortie d’Égypte jusqu’à la captivité de Babylone, Berlin, 1738, 2 vol. in-4°. Cet ouvrage, qui suppose une lecture prodigieuse, les recherches les plus profondes et une rare sagacité, est divisé en six livres. Le 1er comprend la chronologie des Juges et des deux premiers rois et s’étend par conséquent depuis la sortie d’Égypte jusqu’à la fondation du temple, embrassant une période de 648 ans, selon le chronologiste. Le 2e expose la Chronologie des rois de Juda et d’Israël depuis la fondation du temple jusqu’à la captivité. Le 3e est intitulé Caractères chronologiques et historiques. Le 4e donne la liste chronologique des rois de Tyr, de Syrie, d’Égypte, d’Assyrie et de Médie. Le 5e traite des rois de Babylone. Le 6e enfin est une dissertation sur la forme de l’année ancienne. La Croze, un des juges les plus compétents en la matière, a porté ce jugement que porte sur ce livre : 

« L’ordre, la netteté et l’exactitude y règnent partout. La critique y est modeste et judicieuse. L’ouvrage est plein de recherches curieuses par leur nouveauté, et utiles pour la certitude de l’histoire. Celle des Hébreux et celle des nations voisines y sont liées naturellement. Quantité de passages de l’Écriture y sont expliqués, presque sans peine, et plusieurs faits particuliers y sont heureusement éclaircis. Enfin la chronologie y est scrupuleusement suivie, expliquée et démontrée, autant que le permet un sujet de cette nature. »

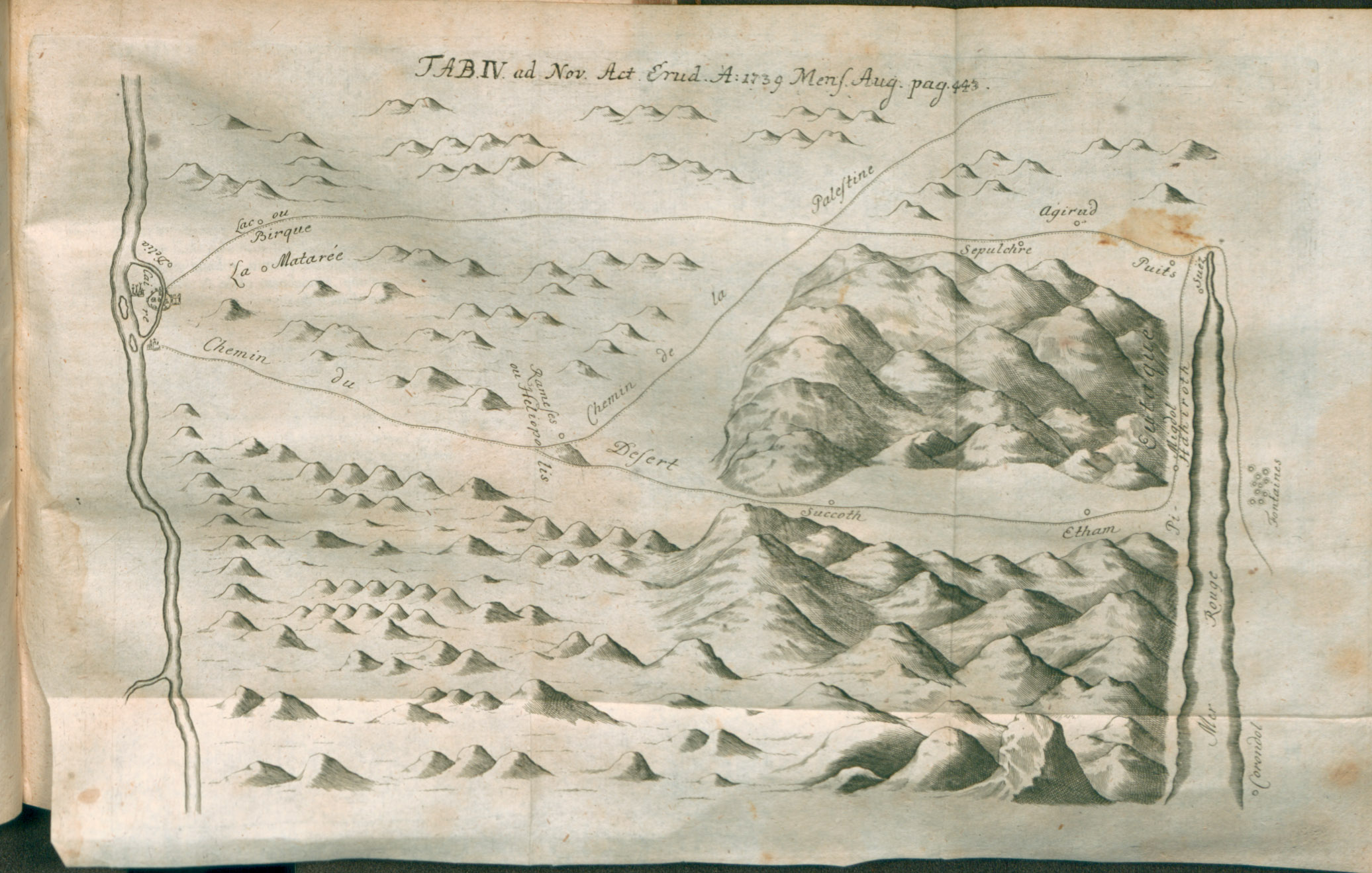
Table calcographique de la Chronologie de l'histoire sainte et des histoires etrangeres publiée dans les Acta Eruditorum du 1739

Outre cet ouvrage, qui a mis le sceau à sa réputation, on a d’Alphonse de Vignolles un assez grand nombre de dissertations et d’autres opuscules. Il a également pris la plus grande part à la rédaction de la Bibliothèque germanique.

## Publications
- Réponse de M. Des Vignoles à ce qui le regarde dans la lettre prétendue pastorale de M. Dartis à son troupeau, 1720.
- Chronologie de l'histoire sainte et des histoires étrangères qui la concernent, depuis la sortie d'Égypte jusqu'à la captivité de Babylone, 2 vol., 1738.